# Eliezer Zusia Portugal
Eliezer Zusia Portugal (n. 17 octombrie 1898, Sculeni, Imperiul Rus – d. 18 august 1982, New York City, New York, SUA) a fost fondatorul și primul Rebbe al dinastiei hasidice Skulen. Acesta este cunoscut deoarece a adoptat și a avut grijă de sute de copii evrei, majoritatea orfani de război.